# Sở thú Bronx
Sở thú Bronx nằm ở the Bronx của Thành phố New York, trong công viên Bronx. Đây là một trong những vườn thú đô thị lớn nhất thế giới, với khoảng 4.000 loài động vật đại diện cho khoảng 650 loài từ khắp nơi trên thế giới. Sở thú có diện tích 265 mẫu Anh (107 ha) đất công viên và môi trường sống tự nhiên, thông qua đó sông Bronx chảy.
Sở thú Bronx là một phần của một hệ thống tích hợp của các vườn thú và bể nuôi cá được quản lý bởi Hiệp hội bảo tồn Động vật hoang dã (WCS), và được công nhận bởi Hiệp hội các vườn thú và bể thủy sinh Hoa Kỳ (AZA, Association of Zoos and Aquariums).

## Lịch sử
Đại học Fordham sở hữu đất mà đã trở thành vườn thú Bronx và vườn Bách thảo New York. Fordham bán đất cho Thành phố New York với giá chỉ 1000 đô la Mỹ với điều kiện đất được sử dụng cho một sở thú và vườn thực vật, điều này là để tạo ra một bộ đệm tự nhiên giữa sân trường đại học và mở rộng đô thị đã đến gần. Vào những năm 1880, tiểu bang New York dành đất cho phát triển trong tương lai như các công viên. Năm 1895, tiểu bang New York thuê với mục đích thành lập một Hội động vật học New York (sau này đổi tên thành Hiệp hội bảo tồn động vật hoang dã).
Sở thú (ban đầu được gọi là Vườn động vật Bronx và Vườn thú Bronx mở cửa cho công chúng vào ngày 08 tháng 11 năm 1899, có 843 loài động vật trong 22 cuộc triển lãm. Giám đốc sở thú đầu tiên là  Heins & LaFarge thiết kế các tòa nhà thường trực ban đầu như là một loạt các gian hàng Beaux-Arts nhóm lại xung quanh hồ bơi sư tử biến tròn lớn. Năm 1934, các cổng tưởng niệm Rainey, được thiết kế bởi nhà điêu khắc nổi tiếng Paul manship, đã được dành riêng như là một đài tưởng niệm để ghi nhận trò chơi lớn thợ săn Paul James Rainey.. Các cánh cổng được liệt kê vào Sổ đăng ký quốc gia các địa danh lịch sử vào năm 1972. 
Tháng 11 năm 2006, vườn thú đã mở cửa các nhà vệ sinh thân thiện với môi trường mới bên ngoài cổng sông Bronx. Theo công ty multrum Clivus, việc xây dựng nhà vệ sinh ủ phân được lựa chọn bởi sở thú, các cơ sở này sẽ phục vụ 500.000 người và tiết kiệm 1.000.000 US gallons (3.800.000 l) nước mỗi năm.